# Peter Kassovitz
Peter Kassovitz (Budapest, 17 novembre 1938) è un regista, attore e sceneggiatore francese di origine ungherese.

## Biografia
Nato a Budapest da una famiglia ebrea, si trasferì in Francia a seguito della rivoluzione ungherese del 1956. Negli anni sessanta intraprese una breve carriera d'attore, comparendo nel film Questa è la mia vita di Jean-Luc Godard. In seguito si dedicò alla regia di documentari e film televisivi. Nel 1999 portò sul grande schermo Jakob il bugiardo, remake dell'omonimo film tedesco del 1975. Il film vedeva come protagonista Robin Williams, ma si rivelò un fallimento al botteghino.
È padre del regista e attore Mathieu Kassovitz.